# Alarj
Alarj (persiska: الرج, اَلبُرج, اَلرَج) är en ort i Iran.   Den ligger i provinsen Markazi, i den centrala delen av landet, 260 km sydväst om huvudstaden Teheran. Alarj ligger 1 980 meter över havet och antalet invånare är 570.
Terrängen runt Alarj är kuperad.Runt Alarj är det ganska tätbefolkat, med 54 invånare per kvadratkilometer. Närmaste större samhälle är Tūreh, 8,7 km söder om Alarj. Trakten runt Alarj består i huvudsak av gräsmarker.